# Station Reims
Station Reims is een spoorwegstation in de Franse stad Reims. Het dateert uit 1854.

## Renovatie
Het station van Reims is na 1990 twee keer gerenoveerd. In de jaren '90 werd het station gerenoveerd om het voor de TGV geschikt te maken.
De tweede renovatie begon tien jaar later; de werkzaamheden waren in 2010 klaar. Het gebied voor het stationsgebouw werd gerenoveerd en voor het station werd een tunnel aangelegd voor het autoverkeer. Aan de achterkant kreeg het station een nieuwe entree. Door de renovatie werd het station voor voetgangers beter toegankelijk. De renovatie van het station werd tegelijkertijd uitgevoerd met ingrijpende werkzaamheden in heel Reims. Reims kreeg een nieuwe tram, nieuwe leidingen en alle wegen in het centrum werden nieuw bestraat.